# 物部郵便局
物部郵便局（ものべゆうびんきょく）
- 京都府綾部市にある郵便局。本記事で記述する。
- 栃木県真岡市にある郵便局。取扱局番号は07124。

物部郵便局（ものべゆうびんきょく）は、京都府綾部市にある郵便局。民営化前の分類では無集配特定郵便局であった。

## 概要
住所：〒623-0362 京都府綾部市物部町濁渕13
かつては集配郵便局であったが、2007年（平成19年）に集配業務を綾部郵便局へ移管し無集配郵便局となった。

## 沿革
- 1872年8月4日（明治5年7月1日） - 物部郵便取扱所として開設[1]。
- 1875年（明治8年）1月1日 - 物部郵便局（五等）となる。
- 1885年（明治18年）7月15日 - 貯金取扱を開始。
- 1890年（明治23年）12月21日 - 為替取扱を開始。
- 1976年（昭和51年）1月29日 - 電話の加入および料金に関する簡易な事務を除く電話交換業務を綾部電報電話局に移管[2]。
- 2007年（平成19年）3月19日 - 綾部郵便局へ集配業務を移管、無集配局となる[3][4]。郵便番号を〒623-0399から〒623-0362に変更。
- 2007年（平成19年）10月1日 - 民営化。
- 2012年（平成24年）10月1日 - 日本郵便株式会社発足。

## 取扱内容
- 郵便、印紙、ゆうパック
- 貯金、為替、振替、振込、国債
- 生命保険、バイク自賠責保険
- ゆうちょ銀行ATM
- 地方公共団体事務（綾部市バス回数券の販売）

## 周辺
- 綾部市立何北中学校
- 綾部市立物部小学校
- 犀川（由良川支流）

## アクセス
- あやべ市民バス（志賀南北線） 物部停留所下車
- 舞鶴若狭自動車道 綾部ICから北西へ約8km
- 京都府道9号綾部大江宮津線沿い
- 駐車場あり：5台